# Stibadium crenulosum
Stibadium crenulosum är en fjärilsart som beskrevs av Dyar 1909. Stibadium crenulosum ingår i släktet Stibadium och familjen nattflyn. Inga underarter finns listade i Catalogue of Life.